# Marsha Ivins
Marsha Sue Ivins (Baltimora, 15 aprile 1951) è un'ex astronauta statunitense.
Ivins è nata nello stato del Maryland. Nel 1973 ha conseguito un bachelor of science in ingegneria aerospaziale all'Università del Colorado presso Boulder, dopodiché ha iniziato a lavorare per la NASA al Johnson Space Center.
Nel 1984 è stata selezionata come candidata astronauta. Ha volato in ben 5 missioni dello Shuttle: STS-32 (1990), STS-46 (1992), STS-62 (1994), STS-81 (1997) ed STS-98 (2001).